# Hjalmar Strömdahl
Hjalmar Fredrik Strömdahl, född 30 augusti 1878 i Vadsbro församling i Södermanlands län, död 24 april 1915 i Engelbrekts församling i Stockholm, var en svensk ingenjör.
Hjalmar Strömdahl var son till mejeristen Hjalmar Julius Strömdahl och Ebba Amanda Fredrika Sundblad samt sonson till kyrkoherde Johan Strömdahl, bror till Hugo Strömdahl och farbror till Åke Strömdahl, båda hovjuvelerare. Efter mogenhetsexamen vid högre allmänna läroverket å Norrmalm i Stockholm 1898 var han ordinarie elev vid Kungliga Tekniska Högskolan (KTH) i Stockholm 1899–1902 med avgångsexamen som civilingenjör från klass M3. Han var anställd i USA 1902–1905, kom till Ebbes bruk i Huskvarna 1905, till Stockholms gasverk 1906 och var sedan vid AB Gasaccumulator 1908–1915. Han var ledamot av Svenska Teknologföreningen 1901–1903.
Han gifte sig 1907 med Märta Gullander (född 1886), dotter till grosshandlaren Gustaf Emil Gullander och Mary Young. De fick tre barn: brandingenjören Ingvar Strömdahl (1908–1997), gymnastikdirektören Birgit Dohlwitz (1911–1999) och arkitekten Arne Strömdahl (1914–1999). Bland barnbarnen märks Erik Strömdahl och Lena Strömdahl.
Hjalmar Strömdahl är begravd i Gullanders familjegrav på Norra begravningsplatsen i Stockholm.

## Mer läsning
- Strömdahl, Ingvar (1985). Hjalmar och Märta: Hjalmar Strömdahls och Märta Gullanders levnadssaga. Stockholm: Strömdahl. Libris 7666809. ISBN 91-7810-272-3